# Gallagöl
Gallagöl är en sjö i Ljungby kommun i Småland och ingår i Lagans huvudavrinningsområde. Sjöns area är 0,023 kvadratkilometer och den är belägen 180 meter över havet.